# عسل سدر

عسل سدر

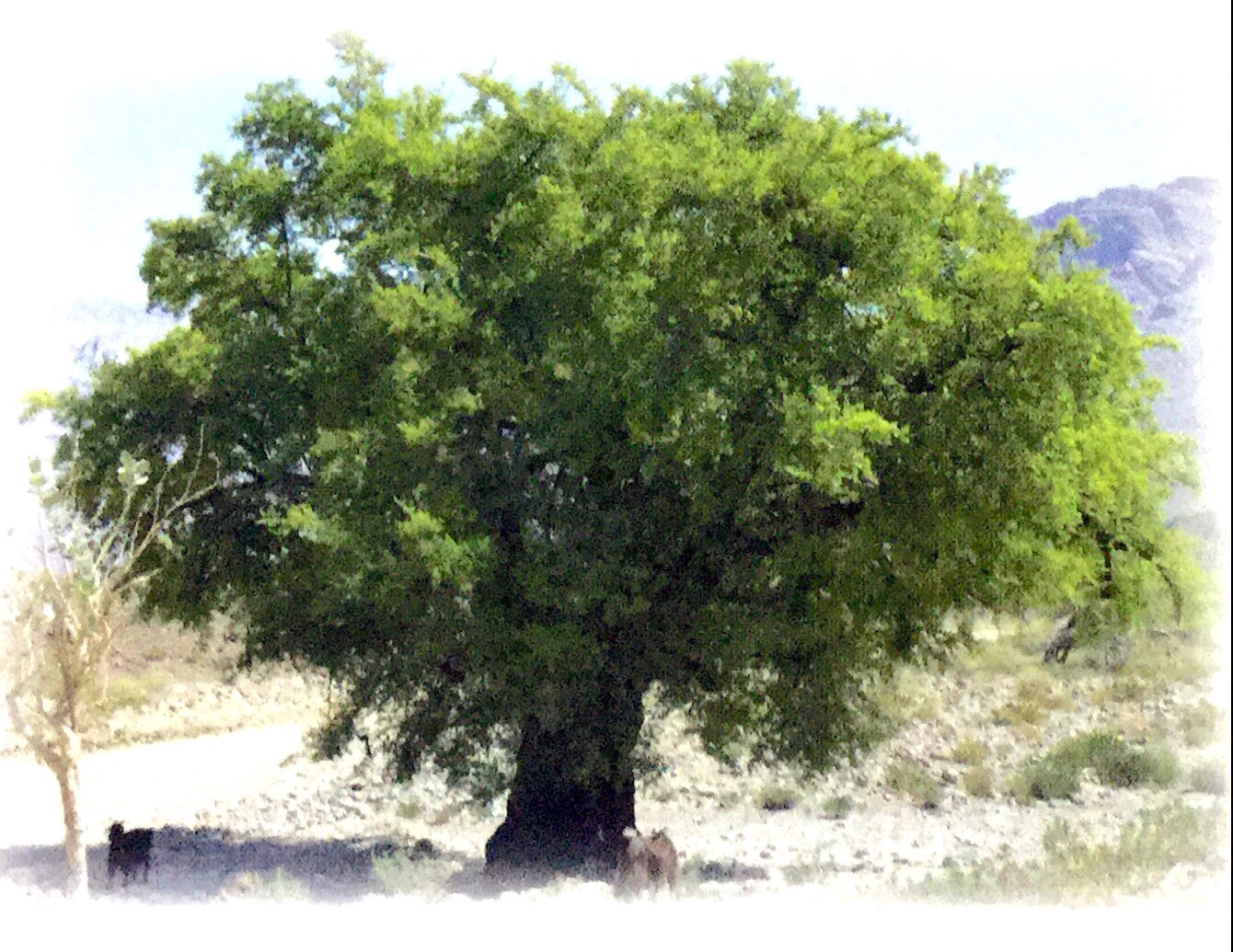
شجرة سدر

عسل السدر هو عسل يتكون بواسطة النحل الذي يتغذى على زهور  شجرة السدر. ويتميز العسل بنكهة وقوامه الخاص.
شجرة السدر لها مسميات عديدة مثل النبق أو العٍلب فيسمى عسل سدر أو عسل علب أو عسل نبق

## خصائص عسل السدر
عسل السدر يعتبر اجود واغلى مقارنة بعسل الزهور وعسل المراعي الأخرى، ولعسل السدر فوائد كثيرة يحرص على تناوله الكثير ممن ينشدون الصحة. ويتميز عسل السدر بطعمه وقوامة المختلف عن بقية أنواع العسل الأخرى.
عسل السدر يحافظ على جودته لمدة سنين، وكلما قدم كلما زادت كثافته واسود لونه، ويجب الحرص عند شراء عسل السدر من الاماكن الموثوقة فقط.

## إنتاج العسل
يوجد عسل السدر حيثما وجدت شجرة السدر، ولكن نظراً لتواجد السدر كثيرا في اليمن فإن معظم عسل السدر يأتي من اليمن من عدة مناطق ويباع محلياً في اليمن وفي دول عربية كثيرة مجاورة وهناك مناطق تشتهر بعسل السدر مثل حضرموت ووصاب وتعز وشمير.
عسل السدر لايتوفر على مدار العام لان اشجار السدر تثمر في فترات الأمطار الموسمية وبالتالي يتغذى النحل على السدر في تلك الفترة فقط وينتج العسل في الفترة نفسها.